# Verklärung Christi (Feldberg)

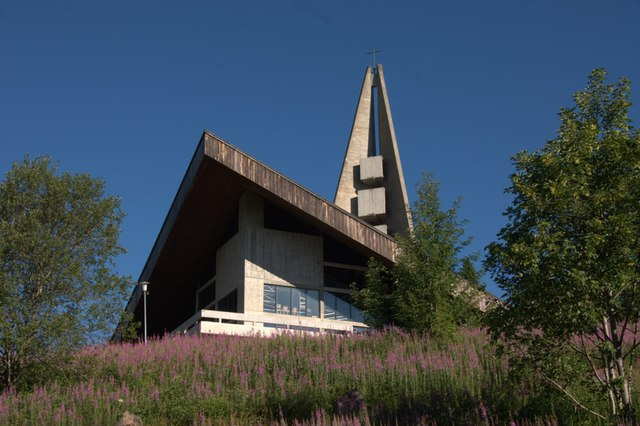
Feldbergkirche Verklärung Christi

Die Kirche Verklärung Christi, oft einfach nur Feldbergkirche genannt, auf dem Feldberg in 1245 Metern Höhe war zur Bauzeit die höchstgelegene Pfarrkirche Deutschlands. Sie gehört zur katholischen Seelsorgeeinheit Östlicher Hochschwarzwald und liegt innerhalb des weitläufigen Gemeindegebiets der Gemeinde Feldberg (Schwarzwald) auf der Gemarkung Feldberg-Ort, etwas nördlich der Bundesstraße 317 und nur wenig östlich der Feldberg-Passhöhe.

## Geschichte
Die Kirche wurde vom Architekten Rainer Disse geplant, dessen Wettbewerbsentwurf von 1961 den ersten Preis erhalten hatte. Die Bauarbeiten begannen 1962; im Jahr 1963 war Grundsteinlegung und am 28. August 1965 wurde die Kirche durch Erzbischof Hermann Schäufele geweiht. Zuvor hatten die Katholiken von Feldberg-Ort und die Feriengäste Gottesdienst in der Kapelle „Maria Rast“ von 1889 beim nahe gelegenen Hotel „Feldberger Hof“ gefeiert, später in der Herz-Jesu-Kapelle von 1925 beim „Caritas-Haus“.
Das Patrozinium für diese Bergkirche ist dem neuen Testament entnommen: der Verklärung Christi auf dem Berg Tabor, bei der nur drei Jünger dabei waren und Petrus sagte: Herr, es ist gut, dass wir hier sind. Wenn Du willst, werde ich hier drei Hütten bauen. (Mt 17,4)
In den Jahren 1971 und 1981 führten große Schneemassen zu Schäden am Bauwerk: 1971 barsten durch hohen Schneedruck mehrere Scheiben, und am 26. Dezember 1981 drückte während des Gottesdienstes eine fast vier Meter hohe nasse Schneelast das Dach ein. Diese Schäden konnten aber anschließend wieder vollständig behoben werden.
Die Kirche mit 250 Plätzen ist zwischenzeitlich nicht mehr ausgelastet, seit 2011 werden Gottesdienste nur mehr in größeren Abständen gefeiert. Zudem verursacht die extreme Lage hohe Kosten für den Unterhalt des Bauwerks.
Im November 2024 informierte die zuständige Kirchengemeinde über eine Sperrung der Kirche im kommenden Winter. Bei einer Überprüfung hatte sich herausgestellt, dass der für den Einsturz des Kirchendaches der St. Elisabeth in Kassel mitverantwortliche Leim auch in Feldberg verbaut wurde und somit ein Einsturz des Kirchendaches unter hoher Schneelast drohe.

## Beschreibung
Der quadratische Kirchenbau mit einer Seitenlänge von 30 Metern wird von einem weit auskragenden, auf der anderen Seite bis zum Boden reichenden Dach überdeckt, das einerseits das tief herunter gezogene Dach des Schwarzwaldhauses zitiert, andererseits nach Süden wie ein Schiffsbug in die Landschaft ragt. Hier, auf der Eingangsseite, befindet sich eine breite Terrasse. In der nördlichen Ecke, zur Bergseite, steht der Altar.
Der Maler Carl Heinz Wienert schuf die großzügige Verglasung auf der Südseite, bei der sich Bleiglasflächen in Rot- und Blautönen mit Flächen aus klarem Glas abwechseln. Der Altar entstand in Zusammenarbeit mit dem Schwarzwälder Bildhauer Franz Gutmann, der auch die übrigen Ausstattungsgegenstände schuf (Kirchentüren und Tabernakel, Lesepult, Osterleuchter, Altarleuchter und Taufbecken). Zwei alte Kunstwerke sind das Kreuz im Altarraum, Ende des 14. Jahrhunderts in Graubünden entstanden, und eine Madonna mit Kind aus dem 17. Jahrhundert.

### Orgel

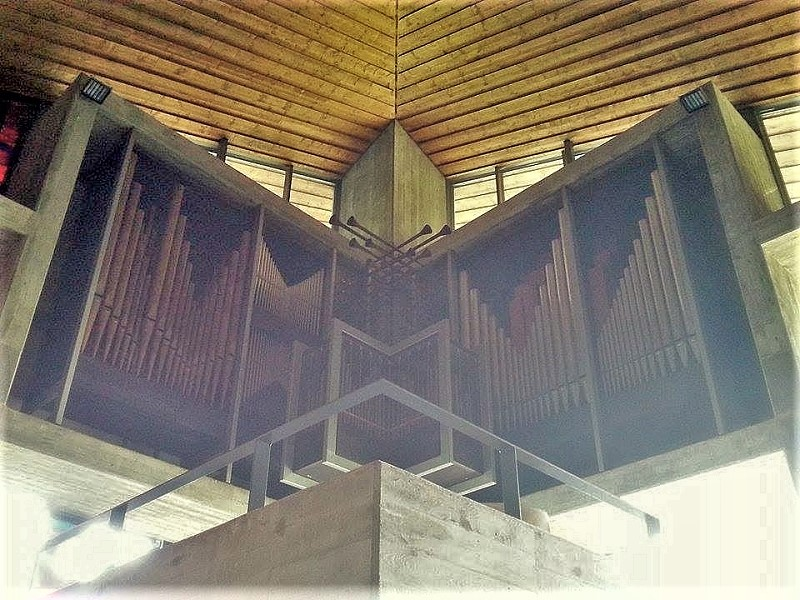
Orgel der Feldbergkirche

Die Orgel aus der Werkstatt Johannes Klais Orgelbau wurde 1969 als Opus 1405 auf der Empore in der Südecke des Kirchenraums aufgebaut. Auf zwei Manualen und Pedal erklingen 22 Register.
| I Hauptwerk C–g3 |             |     |
| 1.               | Principal   | 08' |
| 2.               | Holzgedackt | 08' |
| 3.               | Octav       | 04' |
| 4.               | Rohrflöte   | 04' |
| 5.               | Gemshorn    | 02' |
| 6.               | Mixtur IV   |     |
| 7.               | Dulcian     | 16' |
| 8.               | Trompete    | 08' |

| II Schwellwerk C–g3 |                  |       |
| 09.                 | Rohrbordun       | 8'    |
| 10.                 | Blockflöte       | 4'    |
| 11.                 | Principal        | 2'    |
| 12.                 | Nasard           | 1 ⁄3' |
| 13.                 | Sesquialter I-II |       |
| 14.                 | Cymbel III       |       |
| 15.                 | Krummhorn        | 8'    |
|                     | Tremulant        |       |

| Pedalwerk C–f1 |                 |     |
| 16.            | Subbass         | 16' |
| 17.            | Octav           | 08' |
| 18.            | Pommer          | 08' |
| 19.            | Schwegel        | 04' |
| 20.            | Rauschpfeife II |     |
| 21.            | Fagott          | 16' |
| 22.            | Chamade         | 08' |

- Koppeln: II/I, I/P, II/P

### Glocken
Über der Nordecke ragt der spitze Kirchturm in die Höhe, der nur durch zwei dreieckige im rechten Winkel zueinander stehende Betonscheiben gebildet wird, in den drei einzelne Glockenstuben gehängt sind. Die drei Glocken wurden 1965/66 bei Friedrich Wilhelm Schilling in Heidelberg gegossen und tragen die Namen der drei Apostel, die Jesus auf den Berg Tabor begleitet hatten.
| Glocke | Name     | Durchmesser | Masse  | Schlagton |
| ------ | -------- | ----------- | ------ | --------- |
| 1      | Petrus   | 970 mm      | 625 kg | a’+2      |
| 2      | Jakobus  | 818 mm      | 374 kg | c’’+2     |
| 3      | Johannes | 725 mm      | 263 kg | d’’+2     |